# Beata Hlavenková
Beata Hlavenková (* 2. února 1978 Vendryně) je česká skladatelka, pianistka, zpěvačka, aranžérka a producentka, která se stala držitelkou Ceny Anděl 2019 v kategorii Interpretka roku, Ceny Anděl 2013 v kategorii Jazz & blues a Ceny Jantar 2019 v kategorii Interpretka roku. Jako hudební pedagožka působí na New York University v Praze. Kompozici vyučovala také na Konzervatoři Jaroslava Ježka.

## Životopis
Narodila se ve Vendryni u Třince.
Vystudovala Janáčkovu konzervatoř v Ostravě. V roce 2004 dokončila studia na univerzitě na Berklee College of Music v Massachusetts v oboru kompozice, jazzová kompozice a aranžování. S kytaristou a skladatelem Patrikem Hlavenkou se podílela na projektu S’aight. V roce 2004 nahrála stejnojmenné album spolu s kontrabasistou Jaromírem Honzákem, bubeníkem Danielem Šoltisem a saxofonistou Rostislavem Frašem.
V roce 2006 byla také součástí tria Jaromíra Honzáka Face of the Bass. Na bicí v tomto triu hrál Roman Vícha. Od roku 2005 spolupracovala s Lenkou Dusilovou.Tato spolupráce vyústila ve velmi originální projekt Eternal Seekers, na kterém se podílela autorsky, hráčsky i aranžérsky. Zvuk stejnojmenné desky tu ovlivnil také klarinetový kvartet Clarinet Factory. Hraje také na dvou deskách Věry Martinové, se kterou odjela v roce 2006 turné. Kromě výše jmenovaných spolupracovala i s dalšími hudebníky, například s Yvonne Sanchez, Katkou Šarkozi, Ondřejem Konrádem, Vertigo Quintetem, Davidem Dorůžkou, Benediktou, Toxique, Triny, Leonou Prokopcovou, Ondřejem Rumlem, Davidem Kollerem a dalšími.
Působí také jako hudební pedagog. Vyučovala kompozici na Konzervatoři Jaroslava Ježka. Působí na New York University v Praze. Se svým mužem také připravila osnovy pro první české vysokoškolské studium jazzové hudby v Česku, které bylo otevřeno na Janáčkově akademii múzických umění v Brně.
Je autorkou liturgie, která vyšla roku 2005 v Evangelickém kancionálu pro luterské církve ve Slezsku.

## Hudební díla
V roce 2009 jí u hudebního vydavatelství Animal Music vyšla deska Joy for Joel, která se natáčela ve Spojených státech amerických. Na desce hraje s trumpetistkou Ingrid Jensen a saxofonistou Richem Perry. V roce 2013 vydala album Theodoros oceněné Andělem v kategorii Jazz & blues, v roce 2016 vydala album Scintilla nominované na cenu Anděl a v roce 2017 vydala album Bethlehem nominované také na cenu Anděl.
Cena Tais Awards/Harvest Prize 2014 za album Theodoros a v kategorii Song I. vítězství za píseň Archív dní. Nominace v mezinárodních cenách 10th Tais Awards 2017 za album Scintilla v kategorii Overseas Countries a Album II. Album Sně, vydané v roce 2019 je pátým albem Beaty Hlavenkové, získalo ocenění Ceny Anděl 2019 a Ceny Jantar 2019 v kategorii Interpretka roku. Zhudebnila zde básně Bohuslava Reynka a Petra Borkovce, dvě písně opatřila svými vlastními texty, jedním slovenským textem přispěl Martina Vedej a polským Dorota Barová. Hlavním hudebním partnerem při vzniku alba byl Oskar Török (Vertigo, Wojtek Mazolewski Quintet a další), zde nejen ve své tradiční roli trumpetisty, ale též jako hráč na bicí, perkuse a zpěvák. Spoluproducentem alba, který nahrávky opatřil kytarovými party, je Patrik Karpentski (ex Baromantika, Toxique, Lake Malawi) a spolu s nimi doplňuje koncertní podobu alba Sně, pod názvem kapela Snů, výjimečný basista Miloš Peter Klápště (Tryptych, Aneta Langerová, MarZ, Voilà! a další ).
Její alba v podobě CD vycházejí u Animal Music a LP (Theodoros, Sně) u Minority Records (Zátopek, Žijutě).

## Diskografie
- S'aight (2004)
- Eternal Seekers (2008)
- Joy For Joel (2009)
- Theodoros (2013)
- Baromantika - V hodině smrti (2014)
- Scintilla (2015)
- Pišlické příběhy (2015)
- Bethlehem (2017)
- Sně (2019)
- Zátopek (2021)
- Žijutě (2021)

## Další činnost
Skládá scénickou a filmovou hudbu (Dukla61, Zátopek), zabývá se tvorbou pro děti (Pišlické příběhy, Ó,ó,ó vajíčko) a věnuje se též mentorské  činnosti. Spolupracuje s Nadačním fondem Magdaleny Kožené MenART, který podporuje činnost základních uměleckých škol a uměleckého vzdělávání v České republice.